# Anaglyf

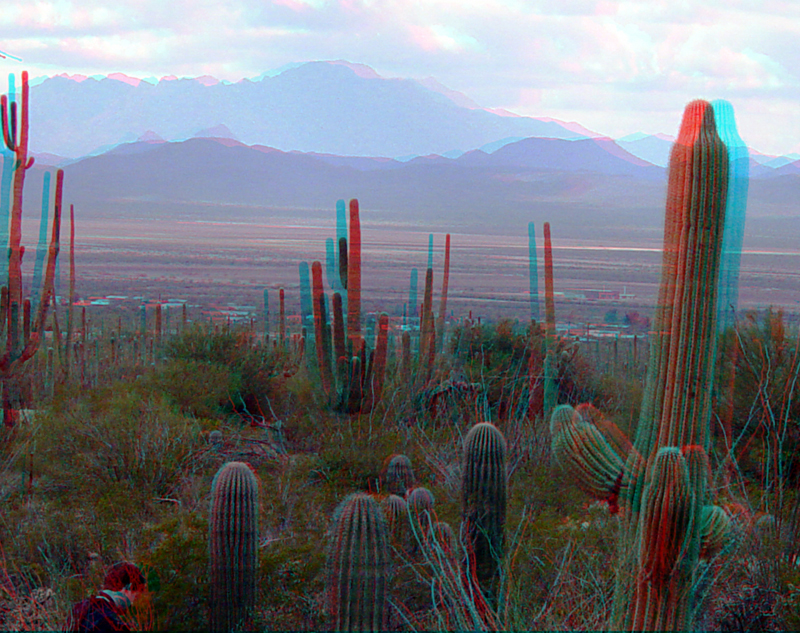
Anaglyfstereofoto van een woestijn

Een anaglyf is een stereofoto waarbij twee aparte beelden over elkaar worden getoond: een rood beeld voor het linkeroog en een cyaan beeld voor het rechter. Deze beelden worden bij het bekijken weer gesplitst, door ze met een speciale bril te bekijken.
Deze zogenoemde 'anaglyfbril' (een brilletje met een rood filter links en een cyaan filter rechts) filtert uit de anaglyf twee verschillende beelden. Het linkeroog ziet alleen het beeld in rood, en het rechteroog ziet alleen het beeld in cyaan (groen plus blauw). In vroegere toepassingen werd nog gebruikgemaakt van groen als filterkleur, tegenwoordig is cyaan de meest gebruikte kleur.

## Gebruik
Anaglyfen worden onder andere gebruikt voor het bekijken van stereofoto's gemaakt door bijvoorbeeld de sondes van het STEREO-project of de Mars Exploration Rover. Daarnaast worden deze afbeeldingen gebruikt in een groot aantal commerciële toepassingen als stereofilms, cd-labels, stickers enzovoort.
Het rode glas van de bril voor het linkeroog ziet alleen de groene delen op de foto. Het cyaan gekleurde glas ziet alleen de rode delen.

## Proces

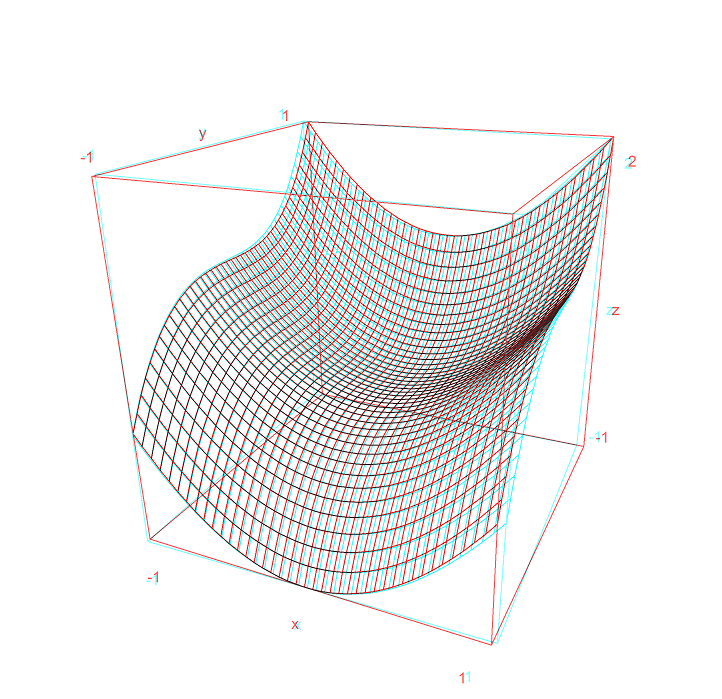
z(x,y) = x^{2} + y^{3}

Een stereofoto kan worden gemaakt met een stereocamera. Bij het samenstellen van een anaglyf wordt in het rechter beeld het rode beeld vervangen door het rode beeld van de linker afbeelding. Dit proces werkt altijd voor zwart-witachtige afbeeldingen als sepia, en soms voor kleurenafbeeldingen. Wanneer een kleuren (stereo)beeld niet al te veel rood bevat kan hiervan prima een anaglyf gemaakt worden. Bevatten de beelden te veel rood, dan wordt het beeld voor de kijker onrustig. Dit proces kan voor bijvoorbeeld foto's worden uitgevoerd in grafisch bewerkingsprogramma's als GIMP of Photoshop.
Ook virtuele objecten kunnen worden gebruikt om een anaglyf te maken met behulp van bijvoorbeeld de Persistence of Vision Raytracer. Daarnaast biedt numerieke simulatieprogrammatuur soms de mogelijkheid om grafieken als anaglyf weer te geven, zie nevenstaande afbeelding.

## Voorbeeld
In de volgende afbeeldingen zijn twee deelbeelden van een rood/cyaan anaglyf apart te zien, beide beelden zijn vanuit een iets verschillend standpunt genomen, en beelden dus een iets ander perspectief af. Het linker beeld is door een roodgekleurd filter van de andere kleuren ontdaan, het rechter door een cyaanfilter idem. De kleuren van de kaarten zijn zodanig aangepast dat ze niet te veel rood bevatten. In de uiteindelijke afbeelding worden beide beelden met ongeveer gelijke helderheid bij elkaar opgeteld, en ontstaat een de afbeelding die hieronder vergroot is getoond.
| Linker beeld  | Anaglyf |
| Rechter beeld | Anaglyf |

In de anaglyf zijn drie speelkaarten te zien die zonder anaglyfbril duidelijk even groot zijn, maar mét bril wordt het diepteperceptiesysteem van de hersenen aangesproken en lijkt het alsof de kaarten zich niet meer allemaal even ver van de waarnemer af bevinden. De hersenen leiden hieruit af dat de kaarten naar rechts toe groter worden, en men ziet de kaarten dan ook daadwerkelijk groter.

## Het bekijken

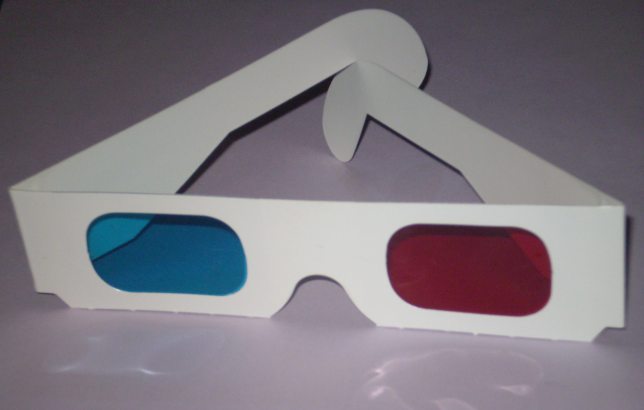
Anaglyfbril

Om anaglyfen te kunnen bekijken, is een bril nodig met een rood en een cyaan (of blauw) 'glas' (plastic). Voor incidenteel gebruik is gebruik van een kartonnen bril voldoende. Deze kan zelfs zelf gemaakt worden van karton en dun plastic in de kleuren rood en cyaan, maar er zijn voor professioneel gebruik ook volwaardige brillen. Kartonnen brillen worden ook vaak meegeleverd met dvd's waarop anaglyfversies van films te zien zijn of boeken waarin anaglyfen staan, of ze worden in winkels uitgedeeld wanneer er op de televisie een uitzending in anaglyftechniek zal worden vertoond. In het laatste geval zitten ze soms ook bij de tv-gids. Sommige van deze brillen bieden extra's als een brandpuntcorrectie voor het linkeroog of een bepaalde hoeveelheid lek van het rood door het rechterglas, om het kijken comfortabeler te maken.